# Wikipedia en cebuano
La Wikipedia en cebuano (en cebuano: Wikipedya sa Sinugboanon) es una edición de la Wikipedia en ese idioma, es la segunda Wikipedia por número de artículos.
En la actualidad, esta Wikipedia tiene 6 116 652 artículos y 127 090 usuarios, de los cuales 181 son activos. Su fuerte crecimiento se debe en gran parte a un bot llamado Lsjbot (creador de más de 5 millones de artículos, incluso duplicados, triplicados, cuadruplicados y quintuplicados de lugares que puedan existir o no).

## Fechas claves
- 2 de febrero de 2013 - 100 000 artículos.
- 9 de febrero de 2013 - 150 000 artículos.
- 17 de marzo de 2013 - 300 000 artículos.
- 26 de junio de 2013 - 400 000 artículos.
- 18 de julio de 2013 - 500 000 artículos.
- 7 de agosto de 2013 - 600 000 artículos.
- 20 de agosto de 2013 - 700 000 artículos.
- 11 de septiembre de 2013 - 800 000 artículos.
- 18 de junio de 2014 - 900 000 artículos.
- 16 de julio de 2014 - 1 000 000 artículos.
- 14 de febrero de 2016 - 2 000 000 artículos.
- 25 de septiembre de 2016 - 3 000 000 artículos.
- 11 de febrero de 2017 - 4 000 000 artículos.
- 9 de agosto de 2017 - 5 000 000 artículos.
- 14 de octubre de 2021 - 6 000 000 artículos.